# Doreen Elliott
Doreen Elliott, britanska alpska smučarka, * 1908 † 1966.
Nastopila je na Svetovnem prvenstvu 1932 v Cortini d’Ampezzou ter osvojila bronasto medaljo v slalomu in peto mesto v kombinaciji.